# 双叶线

双叶线的製圖方式

a=1的双叶线

双叶线（Bifolium）是方程式如下的四次平面曲线
{\displaystyle (x^{2}+y^{2})^{2}=ax^{2}y.\,}
極座標下的方程式為
{\displaystyle \rho =a\sin \theta \,\cos ^{2}\theta .}
双叶线的形狀為兩片相鄰的葉子。
在a=1時，其總面積約為0.1。

## 製圖方式
考慮經過O點的一個圓C，以及圖在O點上的切線L。針對圓周上的每一點Q，找出使線段PQ平行切線L，且PQ = OQ的點P，將所找到的P相連即為双叶线。

## 外部連結
- Bifolium at MathWorld（页面存档备份，存于）